# کوین کلی
کوین کلی (به انگلیسی: Kevin Kelly) (زاده ۱۴ اوت ۱۹۵۲) نویسنده، عکاس، آمریکایی و سردبیر اجرایی مجله وایرد می‌باشد. او همچنین دانشجوی فرهنگ آسیایی و دیجیتال است.

## زندگی شخصی
کلی در ۱۴ اوت ۱۹۵۲ در پنسیلوانیا به دنیا آمد و در سال ۱۹۷۰ از دبیرستان وستفیلد نیوجرسی فارغ‌التحصیل شد. از طریق پدرش، مدیر اجرایی مجله تایم که در کار خود از تجزیه و تحلیل سیستم‌ها استفاده می‌کرد، کلی نیز به سایبرنتیک علاقه‌مند شد. وی به مدت یک سال در دانشگاه رود آیلند در رشته زمین‌شناسی تحصیل کرد. او مسیحی کاتولیک است.
سپس او به آسیا و خاورمیانه سفر کرد. او در یک شهر ساحلی کوچک در جنوب سان فرانسیسکو زندگی می‌کند و سه فرزند دارد.

## فعالیت حرفه ای
کلی در سال ۱۹۸۰، ضمن اقامت در آتن، گرجستان، مشارکت در تحریر مقالات مستقل با فصلنامه CoEvolution را آغاز کرد. در این زمان نیز وی در حال ویرایش مجله استارتاپ خود به نام Walking Journal بود. در سال ۱۹۹۲، کلی توسط لوئیس روستو استخدام شد تا به عنوان سردبیر اجرایی مجله وایرد خدمت کند. کلی دیدگاه اجتماعی سایبرنتیک نشریات Whole Earth و شیوه کار شبکه ای آنها را به مجله آورد، ضمن آنکه به استخدام نویسندگان و سردبیران WELL نیز پرداخت. کلی در سال ۱۹۹۹ به عنوان سردبیر اجرایی کناره‌گیری کرد. عنوان شغلی فعلی وی در Wired ماوریک ارشد است. تا حدی به دلیل شهرت وی به عنوان سردبیر مجله مذکور، از وی به عنوان یک صاحب نظر فرهنگ سایبری یاد می‌شود.
نوشته‌های کلی در بسیاری از نشریات ملی و بین‌المللی دیگر مانند نیویورک تایمز، اکونومیست ،تایم و بسیاری دیگر چاپ شده است.انتشار کتاب کلی، خارج از کنترل: بیولوژی جدید ماشین آلات، سیستم‌های اجتماعی و دنیای اقتصادی در سال ۱۹۹۴، دیدگاهی در مورد سازوکارهای سازماندهی پیچیده ارائه می‌دهد. موضوع اصلی کتاب این است که چندین زمینه از علم و فلسفه معاصر در یک راستا قرار دارند: هوش در یک ساختار متمرکز سازماندهی نمی‌شود بلکه بیشتر شبیه یک کندوی زنبور عسل از اجزای ساده کوچک تشکیل شده است. کلی این دیدگاه را در سازمان‌های بروکراتیک، رایانه‌های هوشمند و مغز انسان شناسایی کرده است.
کلی یکی از بنیان‌گذاران بنیاد همه گونه می‌باشد. همچنین کلی مشاور آینده نگر در فیلم گزارش اقلیت (فیلم) به کارگردانی استیون اسپیلبرگ بوده است. کتاب آینده نزدیک توسط نشر آموخته در سال ۱۳۹۸ از وی به فارسی ترجمه شده است.

## آثار و فعالیتها

### کتابها

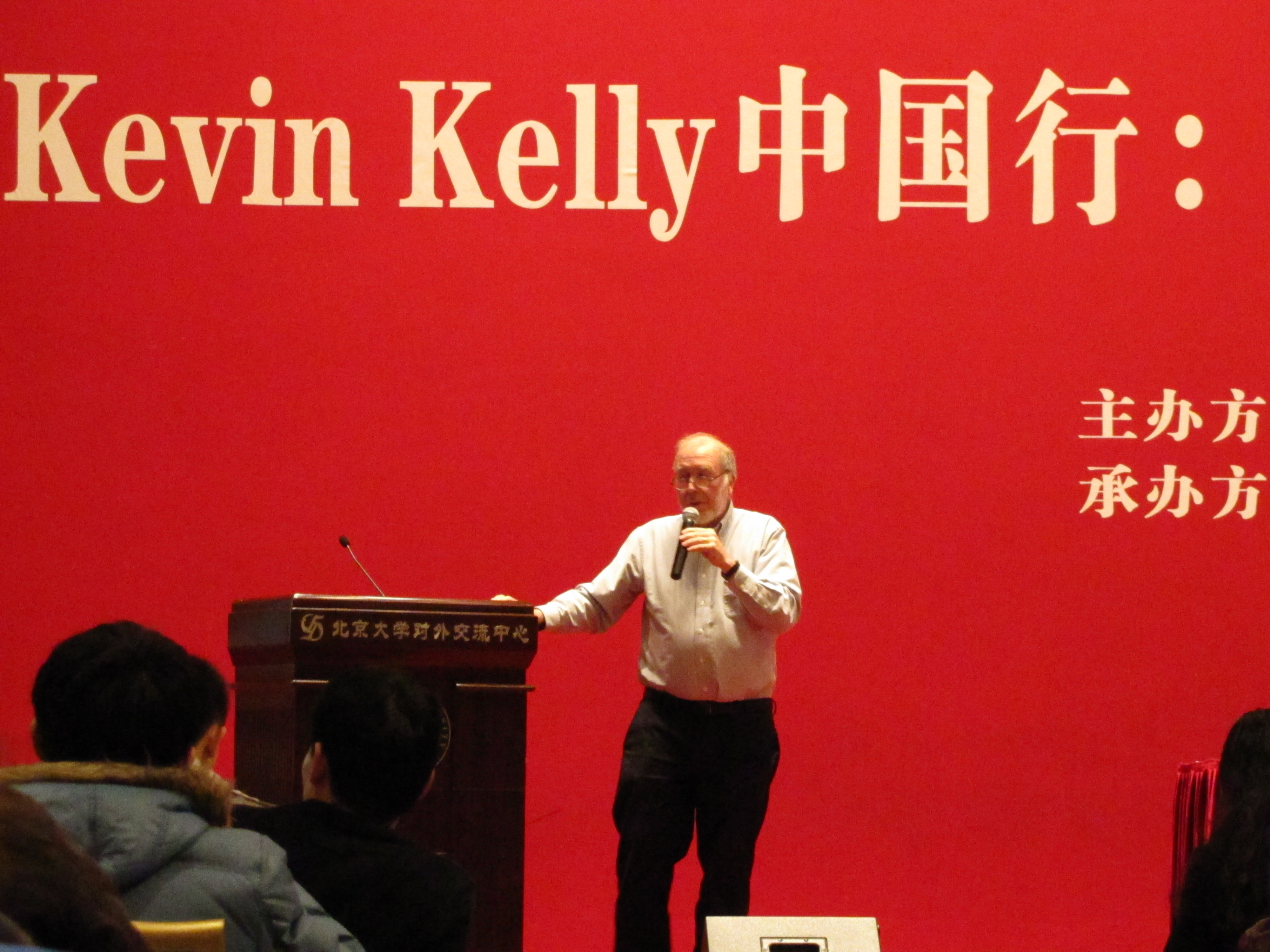
کوین کلی در حال سخنرانی در دانشگاه پکن، چین

- خارج از کنترل: زیست‌شناسی نوین ماشین‌آلات، سامانه‌های اجتماعی و دنیای اقتصاد (بیسیک بوکز ۱۹۹۲, فورت استیت ۱۹۹۵)
- قوانین نوین برای اقتصادی نوین: ۱۰ استراتژی رادیکال برای جهانی متصل (پنگوئن، ۱۹۹۹)
- "Photographers section: Kevin Kelly," pp. 106–111, in Lloyd Kahn, editor 2004 Home Work (Shelter Publications, 2004)
- True Films (2006)
- "Forward: 1000 True Fans," pp. 3–8, in Be The Media, David Mathison, editor, (2009)
- What Technology Wants (2010)
- Cool Tools (2013) – Tool reviews collected from his weblog of the same name in large scale format similar to Whole Earth Catalog
- اجتناب‌ناپذیر (۲۰۱۶)(به فارسی به آینده نزدیک ترجمه شده)
- ناپدید شدن آسیا: مجموعه سه جلدی غرب، مرکزی و شرقی (۱۰۸۴ صفحه) (۲۰۲۱)

### عکاسی و هنر
- Asia Grace (۲۰۰۲)
- رویاهای بد (۲۰۰۳)
- هایکوهای دوچرخه‌ای (۱۹۹۵)